# Dollar General
Dollar General Corporation è una catena americana di negozi di varietà con sede a Goodlettsville, Tennessee. Al 28 marzo 2023 Dollar General gestisce più di 19'000 negozi negli Stati Uniti continentali e in Messico.

## Storia
L'azienda venne fondata nel 1939 come azienda a conduzione familiare, con il nome di JL Turner and Son, con base a Scottsville, nel Kentucky, di proprietà di James Luther Turner e Cal Turner. Nel 1955 il nome venne cambiato in Dollar General Corporation e nel 1968 la società fu quotata alla Borsa di New York.
Fortune 500 ha riconosciuto Dollar General nel 1999 e nel 2020 ha raggiunto la 112ª posizione. Dollar General è cresciuto fino a diventare uno dei negozi più redditizi nelle zone rurali degli Stati Uniti, con ricavi che hanno raggiunto circa 38 miliardi di dollari nel 2022.